# Polish Junior Open
Die Polish Junior Open (auch Polish U19 Open genannt) sind im Badminton eine offene internationale Meisterschaft von Polen für Junioren. Sie wurden erstmals im Jahr 2022 ausgetragen, nachdem die ursprünglich geplante Erstauflage im Jahr 2021 der COVID-19-Pandemie zum Opfer fiel. Das Turnier gehört zum BE Junior Circuit. Es ist nicht zu verwechseln mit dem Polish Juniors.

## Die Sieger
| Saison | Herreneinzel            | Dameneinzel        | Herrendoppel                             | Damendoppel                            | Mixed                                |
| ------ | ----------------------- | ------------------ | ---------------------------------------- | -------------------------------------- | ------------------------------------ |
| 2021   | abgesagt                | abgesagt           | abgesagt                                 | abgesagt                               | abgesagt                             |
| 2022   | Mateusz Golas           | Lisa Curtin        | Oliver Butler Nadeem Dalvi               | Lisa Curtin Estelle van Leeuwen        | Oliver Butler Estelle van Leeuwen    |
| 2023   | Adith Karthikeyan Priya | Gianna Stiglich    | Vojtěch Havlíček Patrik Hrazdíra         | Julia Stankiewicz Kinga Stokfisz       | Arkadiusz Dydynski Julia Stankiewicz |
| 2024   | Lee Yu-jui              | Anastasiia Alymova | Krith Praphasiri Tanatphong Tiansirilert | Kateřina Koliášová Kateřina Osladilová | Vojtěch Havlíček Kateřina Koliášová  |